# Katja Kölkebeck
Katja Kölkebeck (* 1977) ist eine deutsche Psychiaterin. Sie ist ärztliche Leitung der Psychiatrischen Institutsambulanz der Universitätsklinik für Psychiatrie und Psychotherapie am Evangelischen Klinikum Bethel (EvKB), Teil des Universitätsklinikums OWL der Universität Bielefeld. Mit ihrer neuen Tätigkeit ist die Ernennung zur Universitätsprofessorin für Ambulante Psychosoziale Medizin an der Medizinischen Fakultät OWL der Universität Bielefeld verbunden.

## Leben
Kölkebeck studierte von 1996 bis 2003 Medizin an der Universität Leipzig, der Universität Duisburg-Essen und der Westfälischen Wilhelms-Universität Münster. Von 2003 bis 2010 war sie Assistenzärztin an der Klinik für Psychiatrie und Psychotherapie der Universität Münster, wo sie im Jahr 2004 auch promovierte. Nach Erlangung des Facharzttitels 2011 arbeitete sie weiter in Münster als Oberärztin. Kölkebeck habilitierte sich 2014 mit einer Arbeit über Schizophrenie und wurde 2019 Professorin (W 2) für Psychopathologische Forschung in Essen. Zudem absolvierte sie von 2015 bis 2019 ein Studium zum Master of Medical Education an der Universität Heidelberg. Von 2020 bis 2024 war sie Professorin und Oberärztin an der LVR-Klinik für Psychiatrie und Psychotherapie der Universität Duisburg-Essen, 2024 wechselte sie nach Bielefeld.
Zu Kölkebecks Forschungsschwerpunkten zählen sozial-kognitive Einschränkungen von Patienten mit einer Schizophrenie und kulturübergreifende Emotionspsychologie. Von 2007 bis 2008 war sie Stipendiatin und Gastwissenschaftlerin am Department of Neuropsychiatry der Universität Kyōto, Japan. Im Jahr 2012 hatte sie einen Forschungsaufenthalt am Department of Linguistic, Cognitive and Psychological Sciences der Brown University in den USA. Neuere Studien befassen sich zudem mit Sozialem Lernen bei Menschen mit einer Störung aus dem Autismusspektrum. Finanziell gefördert durch die Universität Duisburg Essen, entwickelt sie für die Lehre im Fach Medizin ein Programm, bei dem durch Einsatz von geschulten Simulationspatienten Prüflinge unter realen Bedingungen beweisen, dass sie Gespräche mit psychisch Erkrankten führen können.
Katja Kölkebeck erhielt Forschungsförderungen von der Deutschen Forschungsgemeinschaft (DFG) und der Japan Society for the Promotion of Science (JSPS), die Postdocs aus Deutschland bei Forschungsvorhaben in Japan unterstützt.

## Ehrungen und Auszeichnungen
- 2012: „Fellowship Award“ der Japanischen Gesellschaft für Psychiatrie und Neurologie (JSPN)
- 2013: „Early Career Psychiatrists Scholarship“-Programm der European Psychiatric Association[8]

## Veröffentlichungen

### Dissertation
- Katja Kölkebeck: Analyse früher Informationsverarbeitungsprozesse bei schizophrenen Patienten anhand der Backward-Masking-Aufgabe. Münster 2004.

### Fachartikel (Auswahl)
- Vibeke Bliksted, Shiho Ubukata, Katja Koelkebeck: Discriminating autism spectrum disorders from schizophrenia by investigation of mental state attribution on an on-line mentalizing task: A review and meta-analysis. In: Schizophrenia Research. 171. Jahrgang, Nr. 1–3, März 2016, S. 16–26, doi:10.1016/j.schres.2016.01.037.
- Katja Koelkebeck, Junn Myjata, Manabu Kubota, Waldemar Kohl, Shuraku Son, Hironori Fukuyama, Nobukatsu Sawamoto, Hidehiko Takahashi, Toshiya Murai: The contribution of cortical thickness and surface area to gray matter asymmetries in the healthy human brain. In: Human Brain Mapping. 35. Jahrgang, Nr. 12, Dezember 2014, S. 6011–6022, doi:10.1002/hbm.22601.
- Anya Pedersen, Katja Koelkebeck, Matthias Brandt, Melissa Wee, Kerstin Annika Kueppers, Harald Kugel, Waldemar Kohl, Jochen Bauer, Patricia Ohrmann: Theory of mind in patients with schizophrenia: Is mentalizing delayed? In: Schizophrenia Research. 137. Jahrgang, Nr. 1–3, Mai 2012, S. 224–229, doi:10.1016/j.schres.2012.02.022.
- Katja Koelkebeck, Anya Pedersen, Thomas Suslow, Kerstin Annika Kueppers, Volker Arolt, Patricia Ohrmann: Theory of Mind in first-episode schizophrenia patients: Correlations with cognition and personality traits. In: Schizophrenia Research. 119. Jahrgang, Nr. 1–3, Juni 2010, S. 115–123, doi:10.1016/j.schres.2009.12.015.